# Домашевський Микола Васильович

Пам'ятна дошка в Микуличині на будівлі сільської бібліотеки

Домаше́вський Мико́ла Васи́льович (*17 жовтня 1925, с. Микуличин — †17 грудня 2010, Чикаго) — доктор економічних наук, історик і краєзнавець, автор «Історії Гуцульщини», відомий діяч української діаспори.

## Життєпис
Народився у Микуличині в багатодітній заможній родині. Його батько Василь Домашевський організував місцеву Просвіту, був війтом у 1930—1939 роках.
У 1944 році Василь Домашевський був розстріляний нацистською адміністрацією як заручник. Пам'ятаючи про «перші совіти», його вдова вирішила тікати на Захід від радянського наступу з чотирма дітьми (спочатку в Німеччину потім у США).
Микола Васильович здобув вищу освіту в Українському університеті в Мюнхені. Продовжив навчання в США. У 1976 році захистив докторську дисертацію з економіки. Організатор Гуцульського дослідного інституту в США.
Його тритомник «Історія Гуцульщини», створений в еміграції, є непересічним краєзнавчим джерелом, що, в тому числі, містить ґрунтовні статті про містечка й села Карпатського краю.
Активний учасник діяльності українських організацій за океаном: Української вільної академії наук у Канаді, Об'єднання українців у США, об'єднання славістів США і Канади та інших. Від 1991 року поновив зв'язки з рідною землею, часто відвідує Гуцульщину, допомагає в поновленні громадського життя краю, консультував організаторів Всеукраїнського товариства «Гуцульщина». Виступав із доповідями та допомагав на численних конференціях і фестивалях. У 1990-ті роки організував у Львові та фінансував створення 5—7 томів «Історії Гуцульщини».
Помер у Чикаго 17 грудня 2010 року в віці 85 років.